# Dilwale Dulhania Le Jayenge
Dilwale Dulhania Le Jayenge (Hindi, दिलवाले दुल्हनिया ले जाएँगे, Dilvāle Dulhaniyā le jāẽge; Kurzschreibweise DDLJ; übersetzt: Die Beherzten werden die Braut mitnehmen; Alternativtitel: Wer zuerst kommt, kriegt die Braut) ist ein indischer Film, der im Oktober 1995 erschien. Der Film läuft in einem Kino in Mumbai seit 1995. Mit diesem Film gab Aditya Chopra sein Regie-Debüt und Shah Rukh Khan, Kajol und Amrish Puri sind in den Hauptrollen zu sehen.
Der Film wird als ein Meilenstein in der Geschichte des Bollywood-Kinos angesehen, da er frischen Wind in indische Liebesgeschichten brachte durch die Einführung von Indern, die außerhalb von Indien leben (Non-resident Indians). Außerdem wird die Schweiz als Drehort benutzt, wo ein großer Teil der Geschichte und der Tanzszenen stattfanden; etwas, das viele spätere Filme inspirierte. Humpty Sharma Ki Dulhania (2014) ist als Hommage an diesen Film gedacht. Viele Szenen und Dialoge wurden übernommen und in den Film eingebaut.

## Handlung
Dilwale Dulhania Le Jayenge erzählt die Geschichte der im Vereinigten Königreich lebenden Inder Raj und Simran. Raj kommt aus einem reichen Haus und genießt das Leben in vollen Zügen. Sein Vater zeigt dafür Verständnis und erlaubt ihm sogar Europa zu bereisen, obwohl er kurz zuvor erfahren hat, dass er seinen Collegeabschluss nicht geschafft hat. Simran dagegen leidet unter ihrem strengen Vater, der sie dazu zwingen will, Kuljeet, den Sohn eines Jugendfreundes, in Indien zu heiraten. Sie willigt ein, bittet ihren Vater allerdings darum, vor der Heirat mit ihren Freundinnen durch Europa reisen zu dürfen.
Da Simrans und Rajs Gruppe zufällig das gleiche Reiseangebot genommen haben, treffen sie immer wieder aufeinander. Simran ist von seinen Annäherungsversuchen allerdings nicht begeistert und versucht, ihn zu meiden. Als die beiden dann aber in Zürich den Zug verpassen, ist sie gezwungen, alleine mit Raj weiter zu reisen. Durch die gemeinsam erlebten Tage bauen sie eine Freundschaft auf. Zurück in London, lädt Simran ihn zu ihrer Hochzeit ein. Da sich Raj inzwischen in sie verliebt hat, lehnt er ab und verlässt Simran ohne weitere Worte. In diesem Augenblick wird Simran klar, dass sie ihn liebt.
Nachdem Raj von seinem Vater dazu ermutigt wird, möchte er die Heirat verhindern und macht ihr Haus ausfindig. Das steht allerdings leer, denn Simrans Vater verlegte die Indienreise vor, nachdem er von ihrer Liebe erfahren hat. Raj reist ihr hinterher, und es gelingt ihm, inkognito in die Heiratsvorbereitungen eingespannt zu werden. Er macht sich bei den Familien beliebt und bekommt sogar das Angebot, die Schwester von Kuljeet, Preeti, zu heiraten. Daraufhin kommt sein Vater nach Indien und arrangiert die Heirat mit ihr, da er sie für Rajs Liebe hält. Als dann Simrans Vater ein Urlaubsfoto von Raj und ihr entdeckt, fliegt er auf und muss das Anwesen verlassen.
Kuljeet fühlt sich betrogen und will sich mit seinen Freunden an Raj rächen. Auf dem Bahnhof kommt es zu einer Schlägerei, die erst beendet wird, als Simran, ihre Familie und die Familie von Kuljeet auftauchen. Raj und seinem Vater bleibt nichts anderes übrig, als in den Zug zu steigen. Als dieser abfährt, möchte Simran hinterher, ihr Vater hält sie aber am Handgelenk fest. Im letzten Moment lässt er sie schließlich los, da er nun davon überzeugt ist, dass kein Mann sie jemals so lieben kann wie Raj. Sie schafft es auf den Zug zu springen und ist wieder mit ihm vereint.

## Synchronisation
| Darsteller      | Rolle                  | Synchronsprecher   |
| --------------- | ---------------------- | ------------------ |
| Kajol           | Simran Singh           | Natascha Geisler   |
| Shah Rukh Khan  | Raj Malhotra           | Pascal Breuer      |
| Amrish Puri     | Chaudhry Baldev Singh  | Thomas Rauscher    |
| Farida Jalal    | Lajwanti               | Inge Solbrig       |
| Anupam Kher     | Dharamvir Malhotra     | Reinhard Glemnitz  |
| Satish Shah     | Ajit Singh             | Hans-Rainer Müller |
| Achala Sachdev  | Simrans Großmutter     | Eva-Maria Lahl     |
| Himani Shivpuri | Simrans Tante          | Michele Sterr      |
| Pooja Ruparel   | Rajeshwari / Chutki    |                    |
| Lalit Tiwari    | Simrans Onkel          |                    |
| Hemlata Deepak  | Simrans Freund         |                    |
| Anaita          | Sheena, Simrans Freund | Kathrin Gaube      |
| Arjun Sablok    | Roby, Rajs Freund      |                    |
| Karan Johar     | Rocky, Rajs Freund     | Patrick Schröder   |
| Parmeet Sethi   | Kuljeet                | Oliver Mink        |
| Mandira Bedi    | Preety                 | Natalie Löwenberg  |

## Kritiken
„Gängige Bollywood-Romanze, in der der spätere Star Shahrukh Khan seinen ersten großen Auftritt mit seiner Langzeitpartnerin Kajol hat. Herz, Schmerz und Lieder halten sich die Waage, wobei der europäische Teil für die humorige Komponente sorgt, während in Indien eher das Melodram zum Zuge kommt.“

## Auszeichnungen
- Filmfare Award/Bester Hauptdarsteller: Shah Rukh Khan
- Filmfare Award/Beste Hauptdarstellerin: Kajol
- Filmfare Award/Beste Nebendarstellerin: Farida Jalal
- Filmfare Award/Bester Komiker: Anupam Kher
- Filmfare Award/Beste Regie: Aditya Chopra
- Filmfare Award/Bester Film: Yash Chopra
- Filmfare Award/Bester Liedtext: Anand Bakshi für das Lied Tujhe Dekha To
- Filmfare Award/Bester Playbacksänger: Udit Narayan für das Lied Mehndi Laga Ke Rakhna
- Filmfare Award/Bestes Drehbuch: Aditya Chopra
- Filmfare Award/Bester Dialog: Aditya Chopra

## Sonstiges

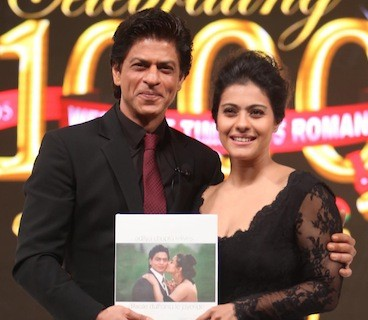
2014 feierten Khan und Kajol 1000 Wochen DDLJ

- Seit dem 20. Oktober 1995 läuft der Film nun ununterbrochen in einem indischen Kino in Mumbai.[3] Nach 1007 Wochen wollte das Kino den Film Anfang 2015 aus dem Programm entfernen, doch die Masse protestierte. Nun läuft Dilwale Dulhania Le Jayenge weiterhin im Kino Maratha Maandir in Mumbai.[4]
- Mit zehn Filmfare Awards ist er immer noch der Rekordhalter in Sachen indischen Auszeichnungen.
- Es ist der dritte von insgesamt sieben Filmen, in denen Kajol und Shah Rukh Khan zusammen die Hauptrollen gespielt haben.
- Der Titel Dilwale Dulhania Le Jayenge wurde, wie im Vorspann erwähnt, von Kirron Kher vorgeschlagen, der Ehefrau von Anupam Kher, der in dem Film Shah Rukh Khans Vater spielt.
- Rocky, Rajs Freund, ist Karan Johar, der spätere Regisseur von Kuch Kuch Hota Hai, Kabhi Khushi Kabhie Gham und My Name Is Khan, in denen auch Kajol und Shah Rukh Khan in den Hauptrollen zu sehen sind.